# Wilhelm Schamoni
Wilhelm Schamoni (* 4. Januar 1905 in Hamm in Westfalen; † 25. August 1991 in Altötting) war ein deutscher römisch-katholischer Theologe, Exerzitienmeister, Begründer und bis 1980 Herausgeber der Zeitschrift Theologisches.

## Leben
Wilhelm war der jüngere Sohn des Bücherrevisors Wilhelm Schamoni (1867–1935) und dessen Gattin Anna Schamoni, geborene Veltmann (1872–1907). Er besuchte das Mariengymnasium in Werl. Nachdem das elterliche Hotel aufgegeben worden war, kam er in die Obhut seiner Tante Josefa Schamoni, die in ihm das religiöse Interesse weckte. Nach dem Abitur erfolgte der Eintritt in das Priesterseminar des Erzbistums Paderborn. Er studierte dort u. a. bei dem Dogmatiker Johannes Brinktrine. Danach folgte ein Studium an der jesuitischen Leopold-Franzens-Universität in Innsbruck und an der Katholischen Universität in Löwen. Im April 1930 wurde er im Paderborner Dom zum Priester geweiht. Kaplan in Gotha und ab 1935 Vikar in Oeynhausen waren seine nächsten Lebensstationen.

## Nationalsozialismus
Menschenbild und Rassenlehre des Nationalsozialismus stand er von Beginn an kritisch gegenüber. In seinen Predigten übte er, ausgehend von der Enzyklika Mit brennender Sorge Pius’ XI., immer wieder Kritik an der Barbarei der Nationalsozialisten. Er wurde denunziert, am 30. Dezember 1939 verhaftet und wegen Wehrkraftzersetzung verurteilt. Nach Aufenthalten in den Gefängnissen Paderborn und Bielefeld erfolgte die Überstellung in das Konzentrationslager Dachau. Am 26. April 1945, drei Tage vor der Befreiung des KZ Dachau durch amerikanische Truppen, war er unter jenen Häftlingen, die unter SS-Bewachung auf einen Marsch in den Alpenraum geschickt wurden. Auf diesem Marsch konnte er unter abenteuerlichen Umständen fliehen.

## Nach dem Krieg
Nach dem Krieg hatte er eine Pfarrstelle in Helmeringhausen im Sauerland. Zwischen 1950 und 1970 war er Spiritual für die Theologiestudenten in der Erzdiözese Paderborn. Sein theologisches Interesse galt der Hagiographie, der Darstellung des Lebens von Heiligen und der Untersuchung von Wundern der Heiligen in Relation zu den Wundern des Neuen Testaments. Schamoni übersetzte und edierte zahlreiche Akten von Selig- und Heiligsprechungsprozessen. Im April 1950 wurde er durch ein Handschreiben von Papst Pius XII. geehrt. 1970 gründete er die katholische Monatsschrift Theologisches, die als Beilage zur Offertenzeitung für die katholische Geistlichkeit erschien. Für diese Zeitschrift schrieb er zahlreiche Beiträge. 1980 übergab Schamoni die Herausgeberschaft an den Kölner Moraltheologen Johannes Bökmann. 1982 erfolgte seine Ernennung zum Ehrenmitglied der Pontificia Academia Theologica Romana.
Am 1. Juli 1985 wurde er emeritiert. 1987 verlegte er seinen Wohnsitz nach Altötting. Am 14. Juli 1987 wurde er vom Vatikan zum Päpstlichen Ehrenprälaten ernannt. Die Urkunde überreichte der Regensburger Bischof Rudolf Graber. Am 25. August 1991 verstarb er in Altötting und wurde am 28. August in der Priestergruft auf dem Michaelifriedhof des bayerischen Wallfahrtsortes beigesetzt.
Sein Neffe, der Filmregisseur Ulrich Schamoni, drehte über ihn den Fernsehfilm Der Vikar von Helmeringhausen oder Was nützt es für die Ewigkeit (1982).

## Werke (in Auswahl)
- Das wahre Gesicht der Heiligen, Leipzig 1938
- Die Priester in Dachau: Feststellungen und Folgerungen, in: Sacra Congregatio de Religiosis (Hrsg.)
- Gebet und Hingabe. Ausführungen der Heiligen, Paderborn 1953
- Bischöfe der alten afrikanischen Kirche, Düsseldorf 1964
- Die Nachtwache, Herder, Freiburg 1946